# Liste der Kulturgüter in Oeschenbach
Die Liste der Kulturgüter in Oeschenbach enthält alle Objekte in der Gemeinde Oeschenbach im Kanton Bern, die gemäss der Haager Konvention zum Schutz von Kulturgut bei bewaffneten Konflikten, dem Bundesgesetz vom 20. Juni 2014 über den Schutz der Kulturgüter bei bewaffneten Konflikten sowie der Verordnung vom 29. Oktober 2014 über den Schutz der Kulturgüter bei bewaffneten Konflikten unter Schutz stehen.
Es sind weder A-Objekte noch B-Objekte auf dem Gemeindegebiet ausgewiesen, Objekte der Kategorie C fehlen zurzeit (Stand: 30. März 2024). Unter übrige Baudenkmäler sind Objekte zu finden, die im Bauinventar des Kantons Bern als «schützenswert» verzeichnet sind.

## Übrige Baudenkmäler
Hinweis: Als Objekt-Identifikator (ID) wird die Grundstücksnummer verwendet.
| ID  | Foto |                 | Objekt            | Typ | Standort                          | Beschreibung |
| --- | ---- | --------------- | ----------------- | --- | --------------------------------- | ------------ |
| 59  | BW   | Datei hochladen | Bauernhaus (1841) | G   | Hinterzulligen 31 622995 / 217765 |              |
| 74  | BW   | Datei hochladen | Speicher (1746)   | G   | Bleuen 20a 624000 / 218287        |              |
| 181 | BW   | Datei hochladen | Bauernhaus (1751) | G   | Hof 69 623386 / 216778            |              |
| 264 | BW   | Datei hochladen | Küherhaus (1732)  | G   | Sagihüsli 65 623502 / 217276      |              |

Hinweis zur Legende: Anstelle der KGS-Nummer wird als Objekt-Identifikator (ID) die Grundstücksnummer verwendet.